# Campeonato Paulista 1919
In 1919 werd het achttiende Campeonato Paulista gespeeld voor clubs uit de Braziliaanse staat São Paulo. De competitie werd gespeeld van 27 april tot 21 december. Paulistano werd kampioen. 
Arthur Friedenreich van Ypiranga werd topschutter met 26 goals. 

## Eindstand
| Plaats | Club            | Wed. | W  | G | V  | Saldo | Ptn. |
| ------ | --------------- | ---- | -- | - | -- | ----- | ---- |
| 1.     | Paulistano      | 18   | 14 | 2 | 2  | 62:19 | 30   |
| 2.     | Palestra Itália | 18   | 14 | 1 | 3  | 59:21 | 29   |
| 3.     | Corinthians     | 18   | 12 | 2 | 4  | 51:16 | 26   |
| 4.     | Ypiranga        | 18   | 11 | 3 | 4  | 56:34 | 25   |
| 5.     | AA São Bento    | 18   | 7  | 2 | 9  | 38:44 | 16   |
| 6.     | Santos          | 18   | 6  | 1 | 11 | 36:43 | 13   |
| 7.     | Internacional   | 15   | 3  | 5 | 7  | 26:44 | 11   |
| 8.     | Minas Gerais    | 15   | 4  | 2 | 9  | 18:49 | 10   |
| 9.     | AA Palmeiras    | 15   | 3  | 0 | 12 | 27:57 | 6    |
| 10.    | Mackenzie       | 15   | 1  | 0 | 14 | 11:57 | 2    |

|  | Kampioen |

### Kampioen
| Campeonato Paulista de 1919    |
| São Paulo                      |
| ------------------------------ |
| PAULISTANO Kampioen (7° titel) |

## Topschutter
| Speler            | Speler              | Goals | Club       |
| ----------------- | ------------------- | ----- | ---------- |
| Vlag van Brazilië | Arthur Friedenreich | 26    | Paulistano |